# Staatsarchiv Augsburg
Koordinaten: 48° 20′ 3,3″ N, 10° 53′ 58,2″ O
Das Staatsarchiv Augsburg ist das für den Regierungsbezirk Schwaben zuständige bayerische Staatsarchiv. Die Vorgängereinrichtung war bis zur Verlegung 1989 das Staatsarchiv Neuburg.

## Bestände
Die Bestände des Staatsarchivs in der Salomon-Idler-Straße 2 in Augsburg umfassen:
- Territorien und Institutionen des ehemaligen Schwäbischen Reichskreises und Vorderösterreichs, die zu Beginn des 19. Jahrhunderts an Bayern gefallen sind (u. a. Hochstift und Domkapitel Augsburg, Fürststift Kempten, zahlreiche Stifte und Klöster, Vorderösterreich, Reichsstädte, adelige Familien und Herrschaften).
- Staatliche Mittel- und Unterbehörden sowie Gerichte im Regierungsbezirk Schwaben ab Anfang des 19. Jahrhunderts.

Der Umfang betrug zum Stand 31. Dezember 2008 rund 25.300 lfm mit circa 3,05 Millionen Archivalieneinheiten.

## Geschichte
Nach der Säkularisation und Mediatisierung kleinerer Territorien durch das Kurfürstentum Bayern existierten für die schwäbischen Gebiete zunächst drei Archivbehörden: das Archivkonservatorium Dillingen (hervorgegangen aus den Archiven des Hochstift Augsburg), die Depotregistratur Kempten (gründete auf den Archivalien des Fürststift Kempten) und das Archivkonservatorium Neuburg (ging auf das Archiv des Fürstentum Pfalz-Neuburg zurück). 1830 wurden die Bestände der drei Institutionen in Neuburg zusammengeführt, wo das Archiv im dortigen Schloss bis 1989 seinen Standort hatte. Dabei wechselte die Behördenbezeichnung einige Male:
- 1830: Kreisdepotregistratur Neuburg
- 1837: Archivkonservatorium Neuburg
- 1876: Kreisarchiv Neuburg
- 1921: Bayerisches Staatsarchiv Neuburg
- 1970: Staatsarchiv Neuburg

1989 wurde das Staatsarchiv nach Augsburg in einen Neubau im Augsburger Universitätsviertel verlegt; der Name lautet dementsprechend seither Staatsarchiv Augsburg. 2016 wurde ein Magazinanbau fertiggestellt.
Liste der Amtsleiter
| Name                   | Amtszeit  |
| ---------------------- | --------- |
| Ernst Roth             | 1838–1846 |
| Franz Heilmayer        | 1847–1874 |
| Johann Nepomuk Köberle | 1874–1887 |
| Karl Korb              | 1887–1889 |
| Georg Hansen           | 1889–1893 |
| Franz Schneiderwirth   | 1893–1901 |
| Franz Joseph Riedler   | 1901–1903 |
| Otto Geiger            | 1903–1912 |
| Georg Schrötter        | 1912–1916 |
| Franz Xaver Deybeck    | 1916–1930 |
| Josef Deml             | 1930–1941 |
| Josef Heider           | 1941–1945 |
| Heinz Lieberich        | 1947–1949 |
| Josef Heider           | 1949–1969 |
| Hildebrand Troll       | 1969–1976 |
| Reinhard Seitz         | 1976–1999 |
| Reinhard Heydenreuter  | 1999–2000 |
| Peter Fleischmann      | 2000–2010 |
| Thomas Engelke         | seit 2010 |

## Archiva 87
Vor dem Eingang in das Gebäude befindet sich die Skulptur „Archiva 87“ des Bildhauers Jürgen Goertz, geschaffen 1989. Sie ist Teil des Skulpturenparks Kunst am Campus.

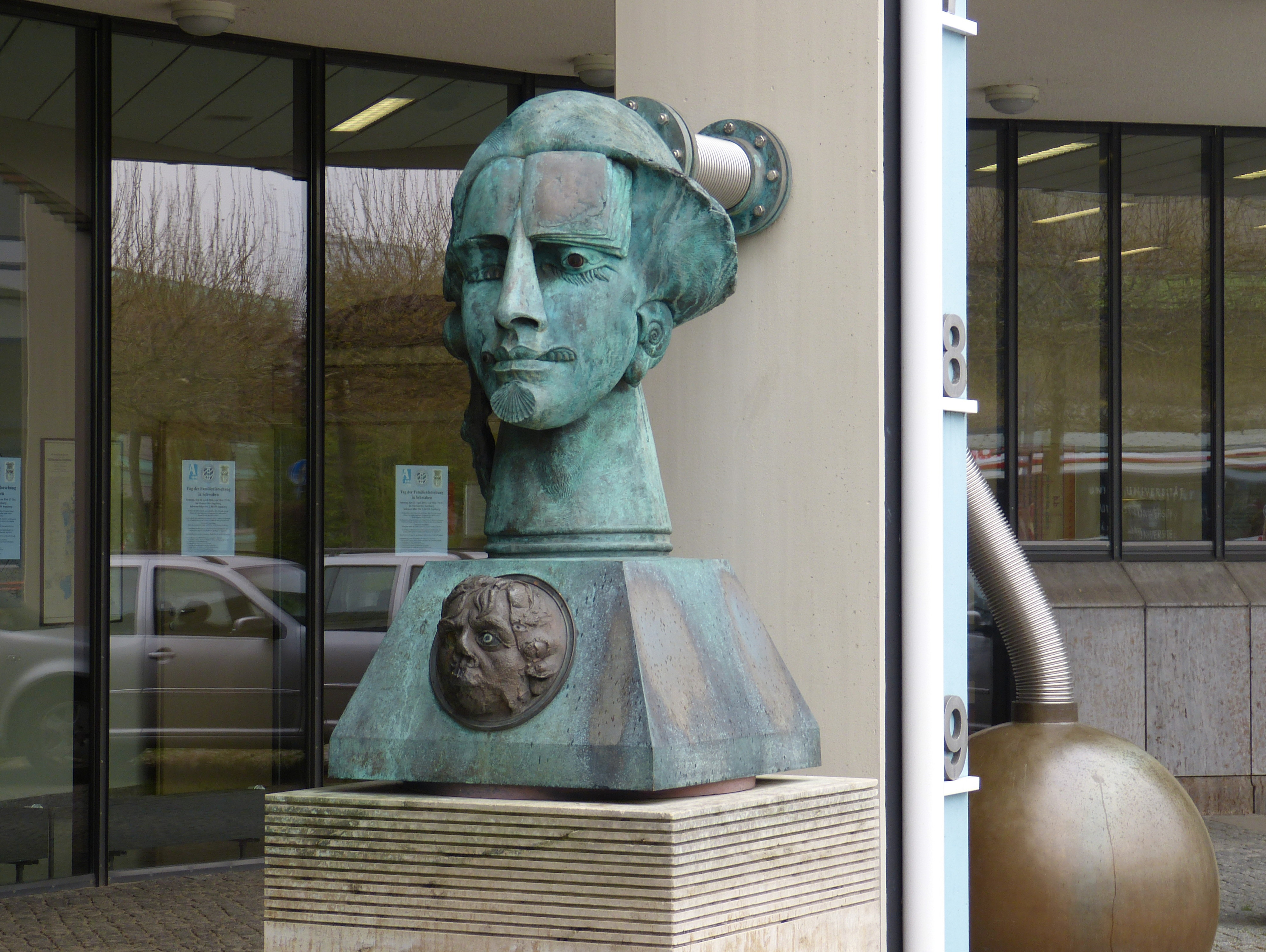
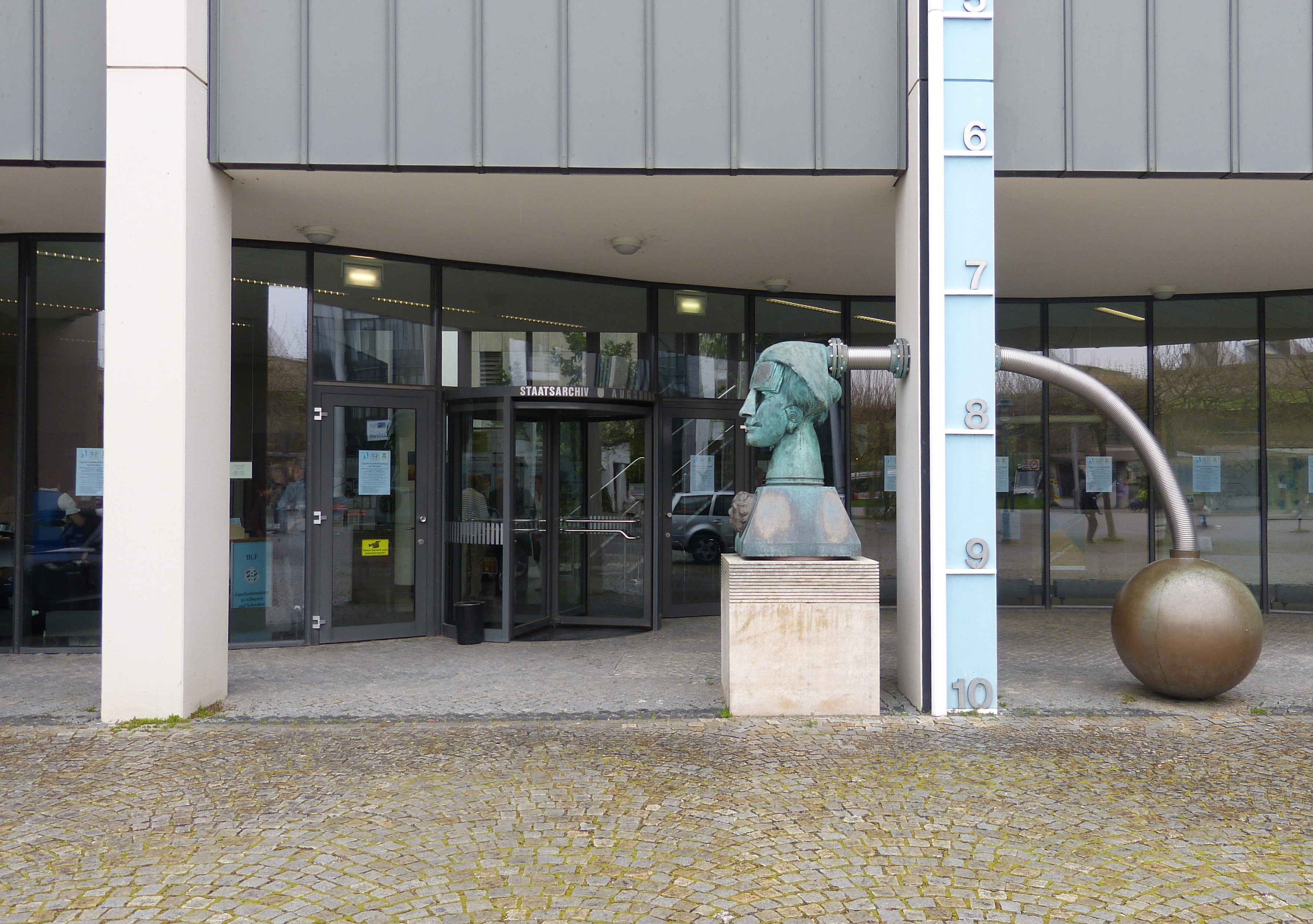
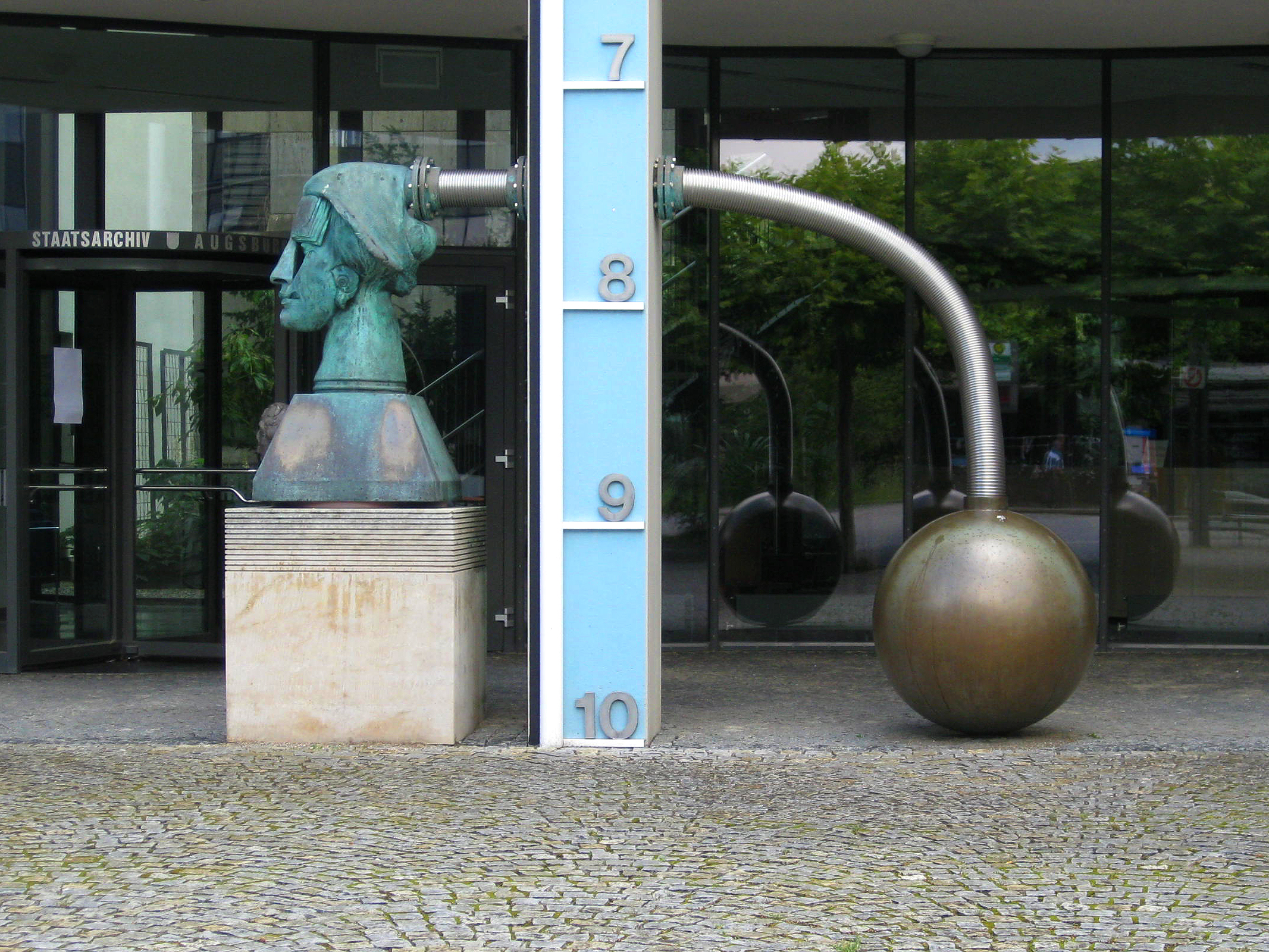